# Tschuchloma
Tschuchloma (russisch Чухлома) ist eine Kleinstadt in der Oblast Kostroma (Russland) mit 5411 Einwohnern (Stand 14. Oktober 2010).

## Geografie
Die Stadt liegt etwa 170 Kilometer nordöstlich der Oblasthauptstadt Kostroma am Südostufer des Tschuchlomasees, dem die Weksa im Flusssystem der Wolga entströmt.
Tschuchloma ist Verwaltungszentrum des gleichnamigen Rajons.
Die Stadt liegt 50 Kilometer nördlich von Galitsch, wo sich an der Transsibirischen Eisenbahn die nächstgelegene Bahnstation befindet. Durch Tschuchloma führt die Straße Galitsch–Soligalitsch.

## Geschichte
Tschuchloma wurde erstmals 1381 als Ort im Fürstentum Galitsch erwähnt, welches in der Mitte des 15. Jahrhunderts an das Großfürstentum Moskau angeschlossen wurde. Der Name des Ortes und des Sees ist wahrscheinlich von einer alten russischen Bezeichnung für die finno-ugrische Völker im Norden des Landes abgeleitet.
In der Zeit der Wirren zu Beginn des 17. Jahrhunderts wurde der Ort stark in Mitleidenschaft gezogen.
1778 erhielt er das Stadtrecht.

### Bevölkerungsentwicklung
| Jahr | Einwohner |
| ---- | --------- |
| 1897 | 2202      |
| 1926 | 2259      |
| 1939 | 3597      |
| 1959 | 4346      |
| 1970 | 4587      |
| 1979 | 4934      |
| 1989 | 5597      |
| 2002 | 5464      |
| 2010 | 5411      |

Anmerkung: Volkszählungsdaten

## Kultur und Sehenswürdigkeiten
In der Stadt sind die Mariä-Himmelfahrt-Kirche (Успенская церковь/Uspenskaja zerkow) von 1730 bis 1740, die  Christi-Verklärungs-Kathedrale (Преображенский собор/Preobraschenski sobor) von 1746 (stark umgebaut), ein ehemaliges Verwaltungsgebäude von 1837 sowie viele mit Schnitzereien verzierte hölzerne Wohnhäuser aus dem 19. Jahrhundert erhalten, außerdem im Stadtzentrum Überreste des Erdwalls der Festung aus dem 14. Jahrhundert.
Die Stadt besitzt bereits seit 1919 ein nach dem Schriftsteller Alexei Pissemski benanntes Heimatmuseum.
Elf Kilometer von Tschuchloma entfernt liegt am Nordufer des Tschuchlomasees im Dorf Noschkino das im 17. Jahrhundert gegründete Abraham-Gorodezki-Kloster (Авраамиев Городецкий монастырь/Awraamijew Gorodezki monastyr) mit der Mariä-Schutz-und-Fürbitte-Kirche (Покровская церковь/Pokrowskaja zerkow) von 1607, der Eliaskathedrale (Ильинский собор/Iljinski sobor) von 1857 bis 1867, Mauer und Türmen von 1764 bis 1768 sowie dem Mönchszellentrakt aus den 1840er Jahren.
Unweit befindet sich auch der ehemalige Landsitz der Familie Michail Lermontows.

## Persönlichkeiten
- Konstantin Arsenjew (1789–1865), Historiker, Geograf und Akademiemitglied, geboren in Murochanowo, damaliger Ujesd Tschuchloma
- Konstantin Michailowitsch Bykow (1886–1959), Physiologe
- Pawel Katenin (1792–1853), Dichter, Dramatiker und Literaturkritiker, geboren und gestorben in Schajowo, begraben in Borejewo, 1955 umgebettet nach Tschuchloma
- Nikon (1861–1908; eigentlich Nikolai Sofijski), Erzbischof der Russisch-Orthodoxen Kirche und Exarch der Georgischen Kirche (1906–1908), geboren in Osarnikowo, damaliger Ujesd Tschuchloma
- Alexei Pissemski (1821–1881), Schriftsteller, geboren in Ramenje in heutigen Rajon Tschuchloma

## Wirtschaft
In Tschuchloma gibt es Betriebe der Holzwirtschaft und der holzverarbeitenden (Sägewerk, Holzfertighäuser, -fenster, -türen) sowie der Lebensmittelindustrie.